# Pilotes officiels Honda
Cette page répertorie tous les pilotes de toutes disciplines ayant évolué sur une Honda en course automobile.

## Rallye

### Équipes satellites

#### J.A.S Motorsport
| Saison | Championnat | Voiture               | Pilote          | 1   | 2       | 3       | 4       | 5       | 6       | 7       | 8     | 9   | 10  | Classement | Points |
| ------ | ----------- | --------------------- | --------------- | --- | ------- | ------- | ------- | ------- | ------- | ------- | ----- | --- | --- | ---------- | ------ |
| 2007   | IRC         | Honda Civic Type-R R3 | Luca Betti (en) | KEN | TUR 21  | BEL RET | RUS RET | POR RET | RTC 22  | ITA 30  | SUI 9 | CHI |     | 22         | 4      |
| 2007   | IRC         | Honda Civic Type-R R3 | Daniel Solà     | KEN | TUR RET | BEL RET | RUS RET | POR 16  | RTC RET | ITA RET | SUI   | CHI |     |            |        |
| 2008   | IRC         | Honda Civic Type-R R3 | Guy Wilks       | TUR | POR     | BEL     | RUS RET | POR     | RTC     | ESP     | ITA   | SUI | CHI |            |        |

## Sources
- The official website of the Intercontinental Rally Challenge
- EWRC-Results.com